# Angolyppa scabra
Angolyppa scabra is een hooiwagen uit de familie Assamiidae. De wetenschappelijke naam van Angolyppa scabra gaat terug op Lawrence.